# Squamidium livens
Squamidium livens är en bladmossart som beskrevs av Brotherus 1925. Squamidium livens ingår i släktet Squamidium och familjen Meteoriaceae. Inga underarter finns listade i Catalogue of Life.